# Winagami Lake
Winagami Lake är en sjö i Kanada.   Den ligger i provinsen Alberta, i den centrala delen av landet, 3 100 km väster om huvudstaden Ottawa. Winagami Lake ligger 623 meter över havet. Arean är 52 kvadratkilometer. Den sträcker sig 10,1 kilometer i nord-sydlig riktning, och 12,2 kilometer i öst-västlig riktning.
I omgivningarna runt Winagami Lake växer i huvudsak blandskog. Trakten runt Winagami Lake är nära nog obefolkad, med mindre än två invånare per kvadratkilometer.